# Ylä-Monikko
Ylä-Monikko och Ala-Monikko är sjöar i Finland. De ligger i kommunen Heinävesi i landskapet Södra Savolax, i den sydöstra delen av landet, 300 km nordost om huvudstaden Helsingfors. Ylä-Monikko ligger 136 meter över havet. Arean är 37,1 hektar och strandlinjen är 3,87 kilometer lång. Sjön  ingår i Vuoksens huvudavrinningsområde.   I omgivningarna runt Ylä-Monikko växer i huvudsak barrskog.